# Olallamys
Olallamys là một chi động vật có vú trong họ Echimyidae, bộ Gặm nhấm. Chi này được Emmons miêu tả năm 1988. Loài điển hình của chi này là Thrinacodus albicauda Günther, 1879.

## Các loài
- Olallamys albicauda (White-tailed olalla rat)
- Olallamys edax (Greedy olalla rat)